# Quarten
Quarten is een gemeente en plaats in het Zwitserse kanton Sankt Gallen, en maakt deel uit van het district Sarganserland.
Quarten telt 2728 inwoners.

## Foto's

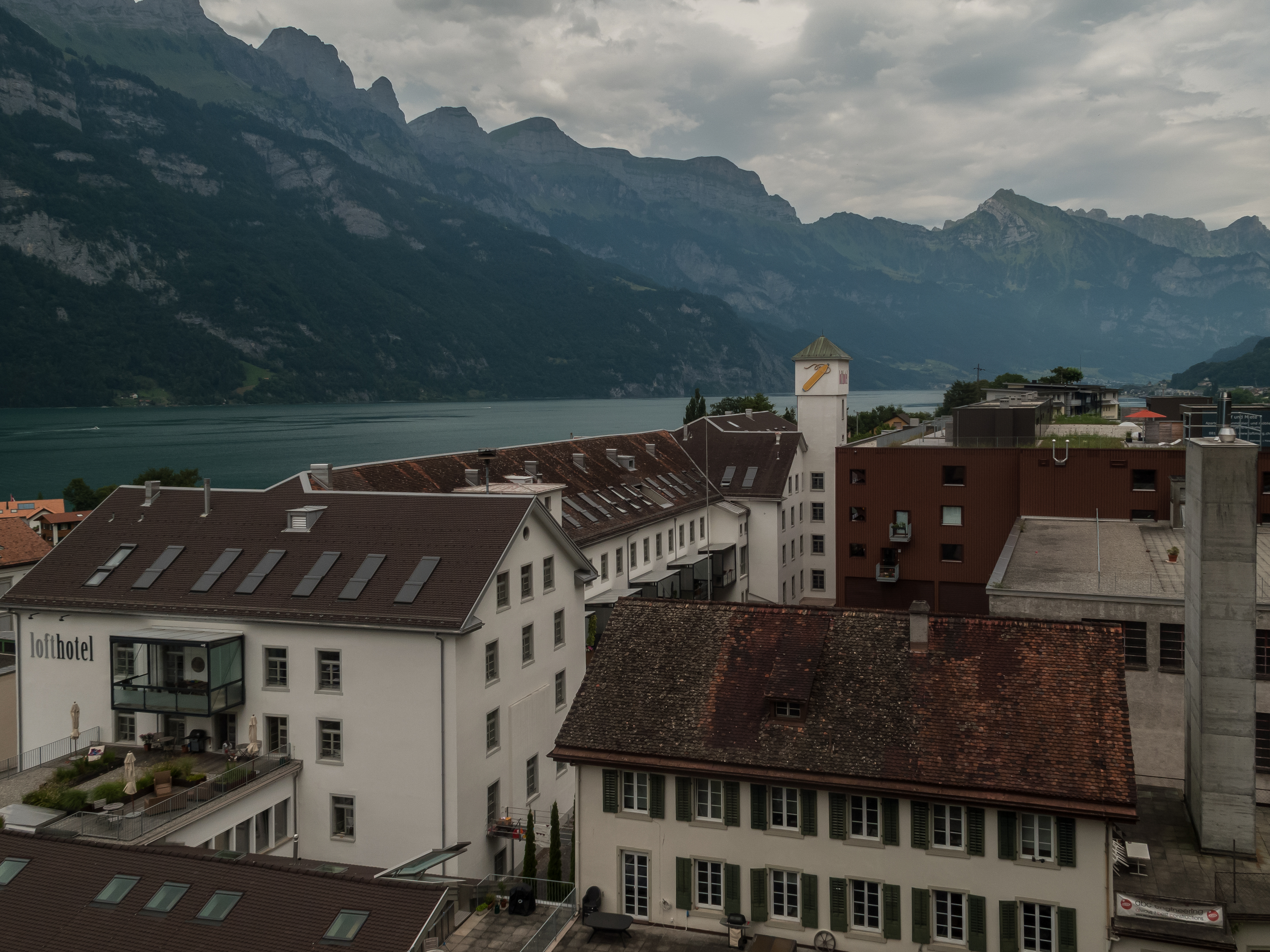
Murg, straatzicht met de Walensee op de achtergrond
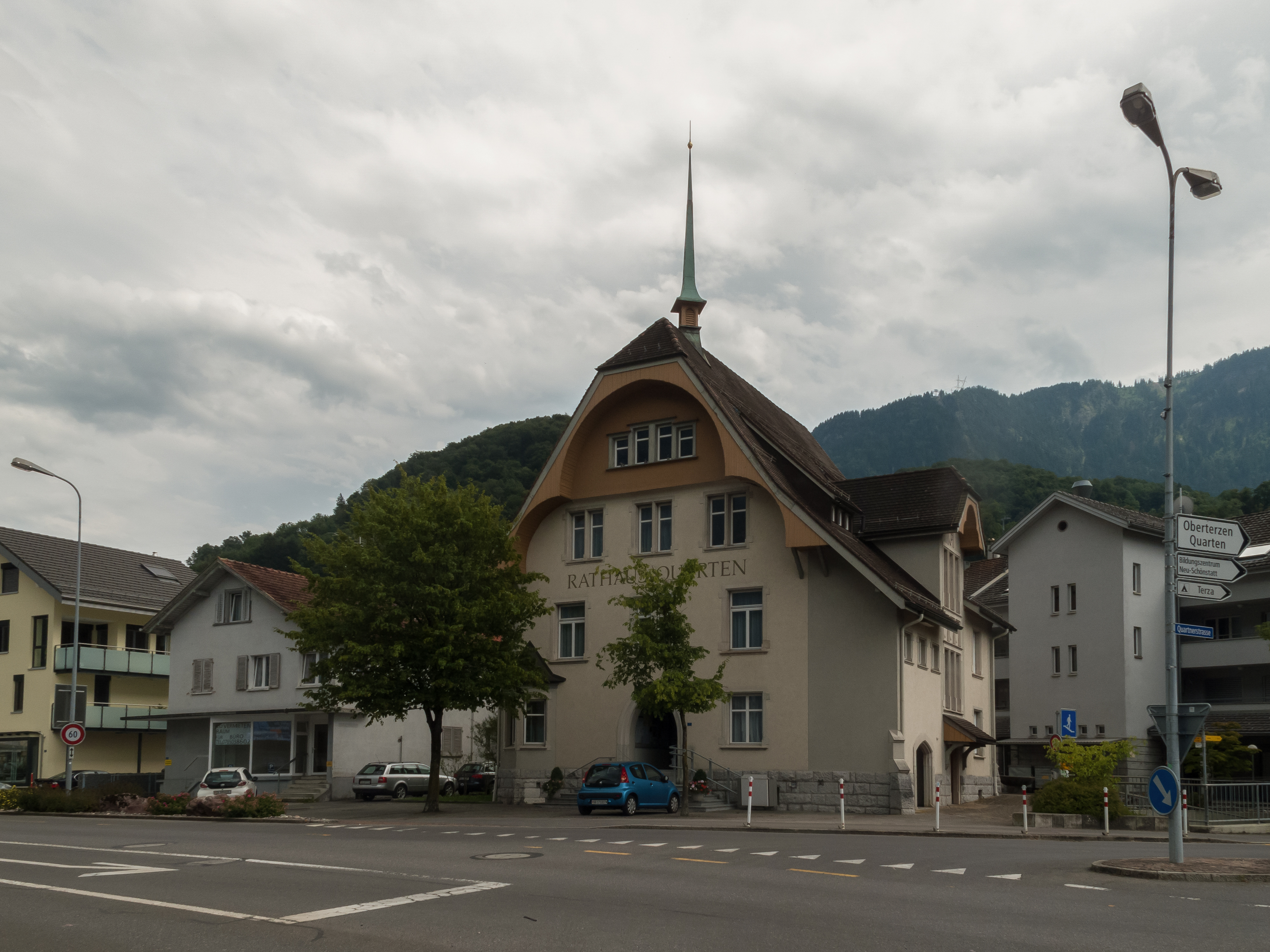
Unterterzen, gemeentehuis in straatzicht
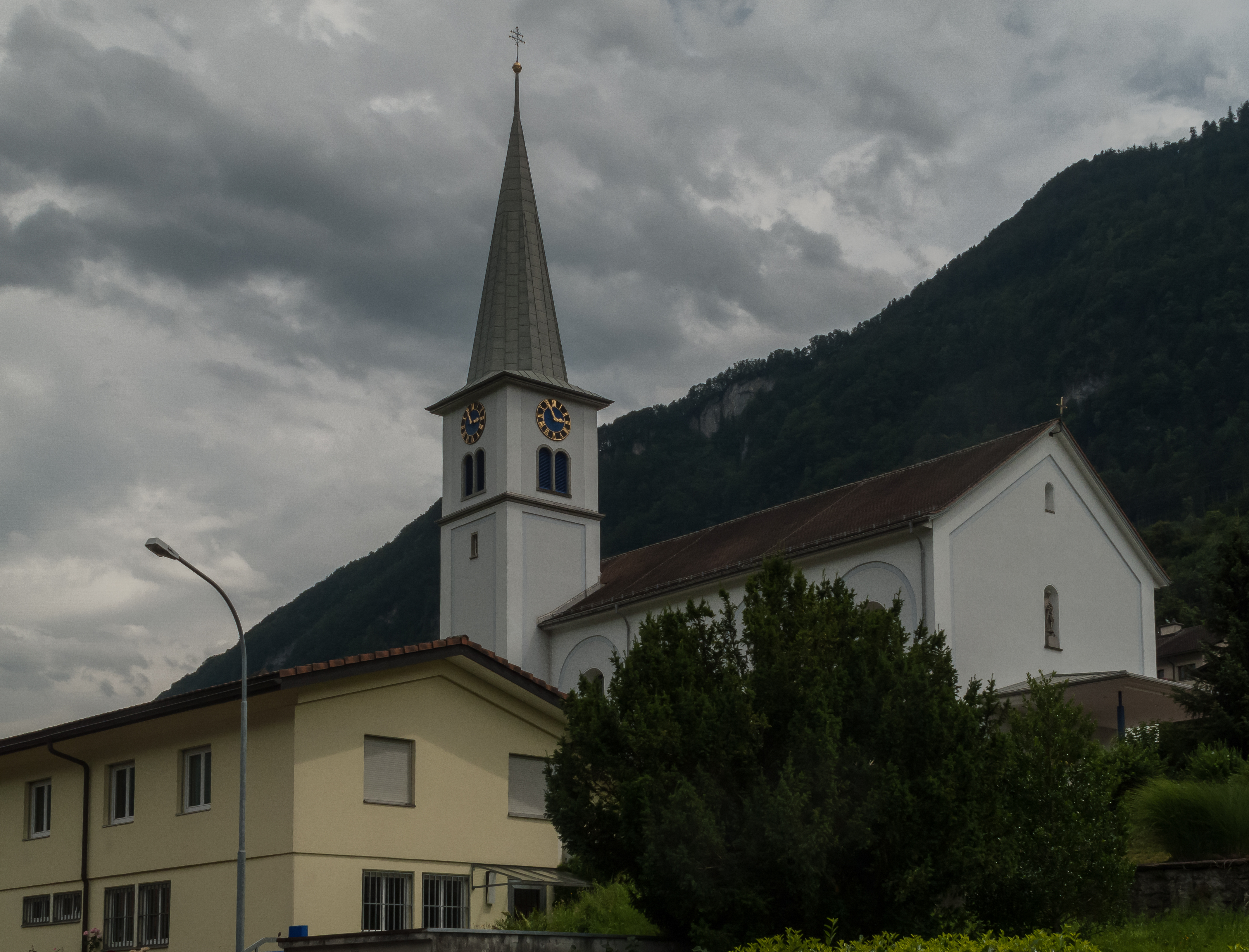
Mols, kerk: die Sankt Antonius von Padua Kirche